# Bernart de Pradas
Bernart de Pradas (fl. XIII secolo) è stato un trovatore occitano originario probabilmente di Prades (Rodez).
Gli vengono attribuite tre canso contese da Daude de Pradas (con il quale forse si identifica) e in parte da Bernart de Ventadorn.